# Adurru
Adurru est un village et un site archéologique bouddhiste du IIe siècle, du district de Konaseema dans l'État d'Andhra Pradesh en Inde. 
Selon le recensement de l'Inde de 2011, la localité compte une population de 4 145 habitants.